# Amt Oldenburg-Land
Das Amt Oldenburg-Land ist ein Amt im Kreis Ostholstein in Schleswig-Holstein. Es liegt östlich und westlich von Oldenburg in Holstein und grenzt im Norden an Heiligenhafen und die Ostsee, im Westen an den Kreis Plön und die Ostsee, im Süden an das Amt Ostholstein-Mitte und das Amt Grube, und im Osten an die Ostsee.

## Amtsangehörige Gemeinden
- Göhl
- Gremersdorf
- Großenbrode
- Heringsdorf
- Neukirchen
- Wangels

## Geschichte
Am 1. April 1970 wurde das Amt als Amt Land Oldenburg mit den Gemeinden Göhl, Gremersdorf, Heringsdorf und Neukirchen gebildet. Am 1. April 1977 trat die Gemeinde Wangels dem Amt bei, das sich daraufhin in Amt Oldenburg-Land umbenannte. Zum 1. Januar 2008 gab die Gemeinde Großenbrode ihre Amtsfreiheit auf und trat dem Amt bei.

## Weblink
- Amt Oldenburg-Land